# 모바일펜스
모바일펜스(영어: Mobile Fence)는 모바일펜스사에서 2014년에 발표한 자녀 보호 애플리케이션이다.

## 기능
- 자녀의 휴대전화에 설치된 애플리케이션 목록의 열람
- 개별 애플리케이션, 또는 기기 전체 시간 제한 및 차단
- 위치 추적 및 전송
- 인터넷 브라우저, Play 스토어, 환경설정, 카카오톡 검색, 특정 키워드, 모바일펜스 삭제 등 차단
- 전화 내역, 메시지 기록 및 내용(설정된 키워드가 포함된 것에 한해서) 열람
- 애플리케이션 설치, 사용 내역 및 시간 열람
- 원격으로 기기 화면 잠금 해제

## 비판
모바일펜스는 어린이의 사생활을 침해하고 대한민국 헌법 제17조 내지 제18조에 명시된 사생활의 비밀과 자유, 통신의 비밀을 침해하고, 유엔아동권리협약 제16조를 위반한다는 비판이 있다.

## 같이 보기
- 스마트보안관
- 엑스키퍼
- ZEM (애플리케이션)